# Tretanorhinus nigroluteus
Tretanorhinus nigroluteus är en ormart som beskrevs av Cope 1861. Tretanorhinus nigroluteus ingår i släktet Tretanorhinus och familjen snokar.
Denna orm förekommer från södra Mexiko (Veracruz) till centrala Panama. Arten lever i låglandet och i kulliga områden upp till 750 meter över havet. Individerna vistas i träskmarker och på gräsmarker som tidvis översvämmas. De når bara skogarnas kanter. Födan utgörs av fiskar, kräftdjur, grodyngel och groddjur. Honor lägger ägg.
För beståndet är inga hot kända. Tretanorhinus nigroluteus är vanligt förekommande. IUCN listar arten som livskraftig (LC).

## Underarter
Arten delas in i följande underarter:
- T. n. nigroluteus
- T. n. lateralis